# Folkomröstningen om den konstitutionella definitionen av äktenskap i Rumänien 2018
Folkomröstningen om den konstitutionella definitionen av äktenskap hölls i Rumänien den 6 och 7 oktober 2018. Den behandlade en grundlagsförändring som skulle definiera äktenskapet som en förbund mellan en man och en kvinna. Förändringsförslaget hade lagts på initiativ av landets PSD-ledda regering.
Efter att rösterna blivit insamlade framkom att valdeltagandet hade varit för lågt – mindre än de 30 procent som krävs av lagen för att resultatet skulle räknas som giltigt.

## Bakgrund
År 2015 började föreningen Koalitionen för Familj (rumänska Coaliția pentru Familie), samla in namn till ett medborgarinitiativ för att genomföra en folkomröstning om äktenskapets definition. Enligt initiativet skulle definitionen av ett äktenskap vara "ett förbund med en man och en kvinna" istället för "ett förbund mellan äkta makar". Ett sådant initiativ krävde vid tidpunkten minst 500 000 namnunderskrifter, men man lyckades samla in över tre miljoner..
Initiativet fick också stöd från olika religiösa samfund. Det största av dem, rumänsk-ortodoxa kyrkan, gav sitt officiella stöd den 15 januari 2016. Enligt Patriarken Daniel är att rösta en "patriotisk, nationell och djupt demokratisk handling". Kyrkan motsätter sig också förslag om registrerat partnerskap. Koalitionen för Familj har också argumenterat för att försvara Rumäniens kristna traditionen genom att definiera äktenskapet som ett förbund mellan en man och en kvinna..
I september 2017 fattade regeringen beslut om att ordna folkomröstningen.
I september 2018 fastslog Rumäniens författningsdomstol att parlamentets förändringsförslag är konstitutionellt, och kan en folkomröstning därmed kunde genomföras.

### Partiers ställningar till att ordna folkomröstning
| Ställning      | Politisk parti | Politisk parti                                       | Ref           |
| -------------- | -------------- | ---------------------------------------------------- | ------------- |
| För            |                | Socialdemokratiska partiet (PSD)                     | [ 7 ] [ 8 ]   |
| För            |                | Folkets rörelse parti (PMP)                          | [ 9 ]         |
| För            |                | Förenta Rumänien parti (PRU)                         | [ 10 ]        |
| För            |                | Storrumänska partiet (PRM)                           | [ 11 ] [ 12 ] |
| För            |                | Rumäniens ekologiskt parti (PER)                     | [ 13 ]        |
| För            |                | Kristdemokratiskt nationellt bönders parti (PNȚ-CD)  | [ 14 ]        |
| För            |                | Nya rätten (ND)                                      | [ 15 ]        |
| Emot (bojkott) |                | Unionen Rädda Rumänien (USR)                         | [ 16 ]        |
| Emot (bojkott) |                | Gröna partiet (PV)                                   | [ 17 ]        |
| Emot (bojkott) |                | Partiet för frihet, enighet och solidaritet (PLUS)   | [ 18 ]        |
| Emot (bojkott) |                | Partiet Pro Romania (PRO)                            | [ 19 ]        |
| Emot (bojkott) |                | Partiet för demokrati och solidaritet (Demos)        | [ 20 ]        |
| Neutral        |                | Nationalliberala partiet (PNL)                       | [ 21 ]        |
| Neutral        |                | Demokratiskt forum för tyskar i Rumänien (FDGR/DFDR) | [ 22 ]        |
| Neutral        |                | Alliansen liberaler och demokrater (ALDE)            | [ 23 ]        |
| Neutral        |                | Ungerska demokratiska unionen i Rumänien (UDMR)      | [ 24 ]        |

Presidenten Klaus Johannis tog ställning emot folkomröstning och sade att han som en del av religiös (luthersk) och etnisk (tysk) minoritet är för tolerans i Rumänien.

## Resultat
| Alternativ             | Röster     | Andel (%) |
| ---------------------- | ---------- | --------- |
| Ja                     | 3 531 732  | 93,4      |
| Nej                    | 249 412    | 6,6       |
| Ogiltiga/blanka röster | 76 111     | –         |
| Tillsammans            | 3 857 308  | 100       |
| Registrerade väljare   | 18 279 011 | 21,1      |
| Källa:                 |            |           |

Genast efter folkomröstningen började regeringen bereda en lag om registrerat partnerskap.

## Galleri

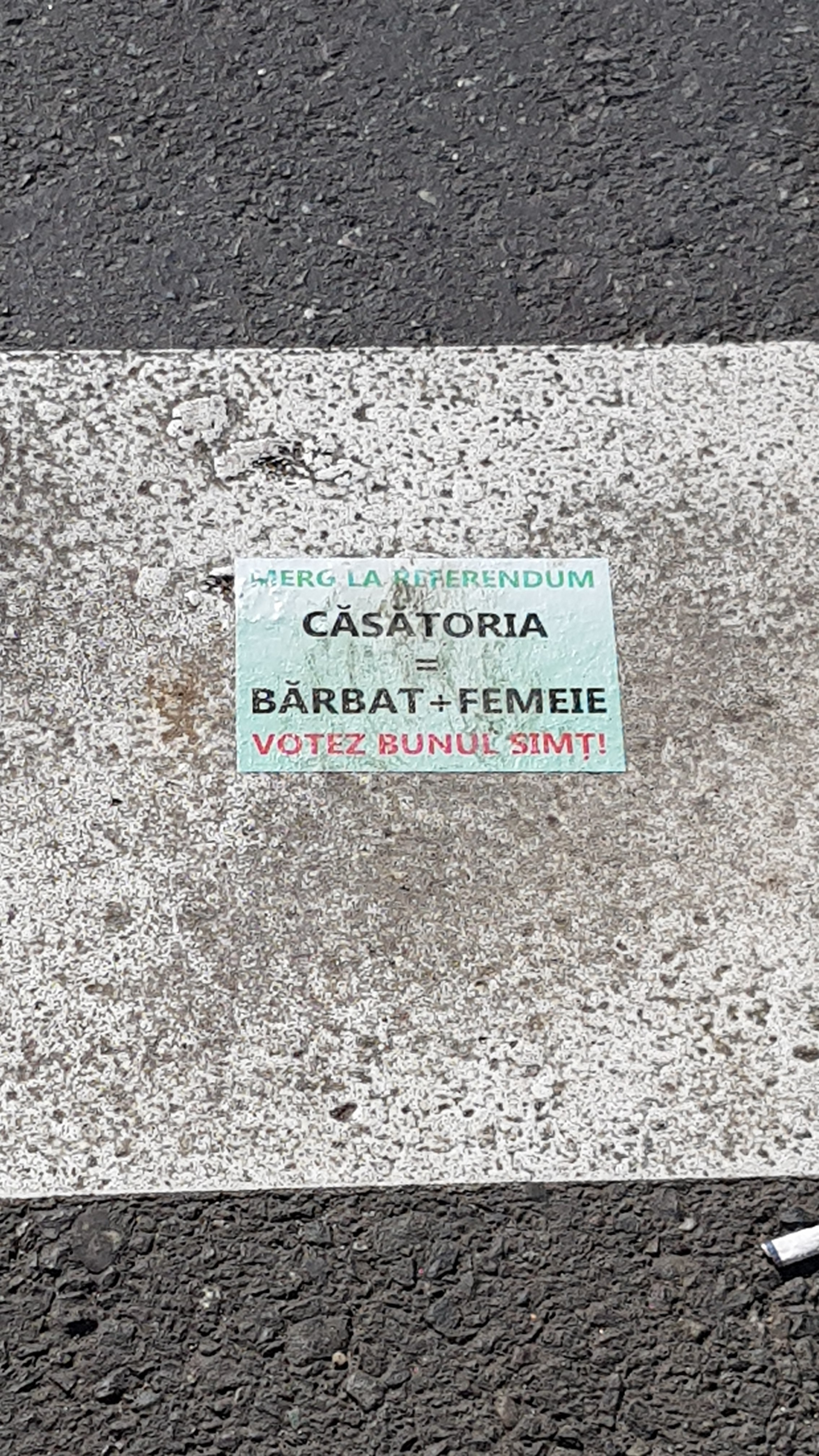
Klistermärke som uppmuntrar att rösta för det traditionella äktenskapet.
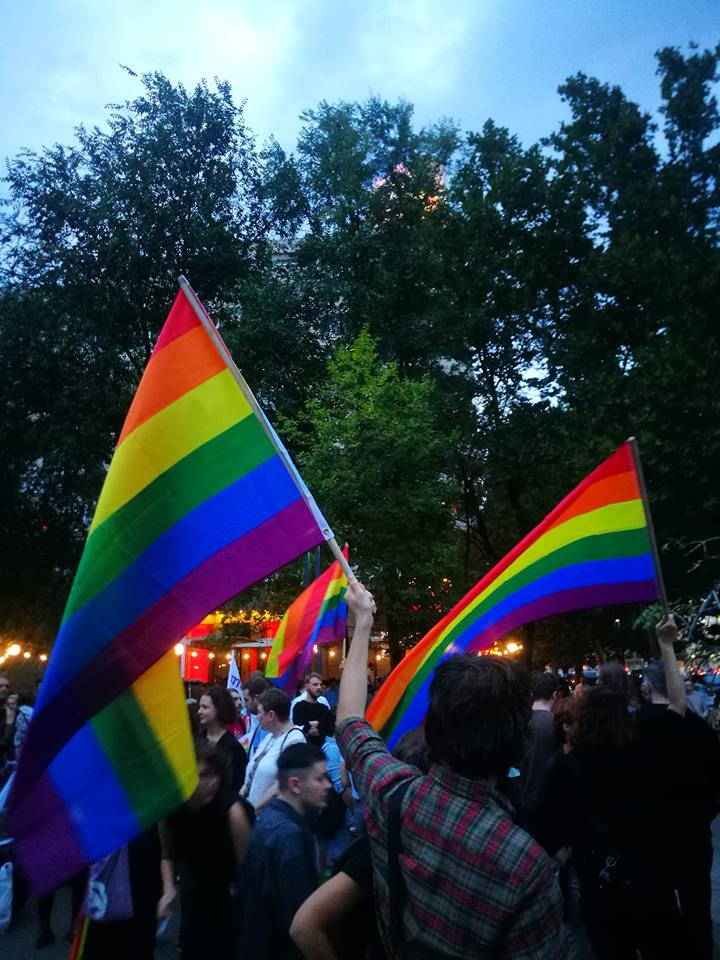
HBTQ-vänlig protest i Piața Universității, Bukarest den 11 september 2018.
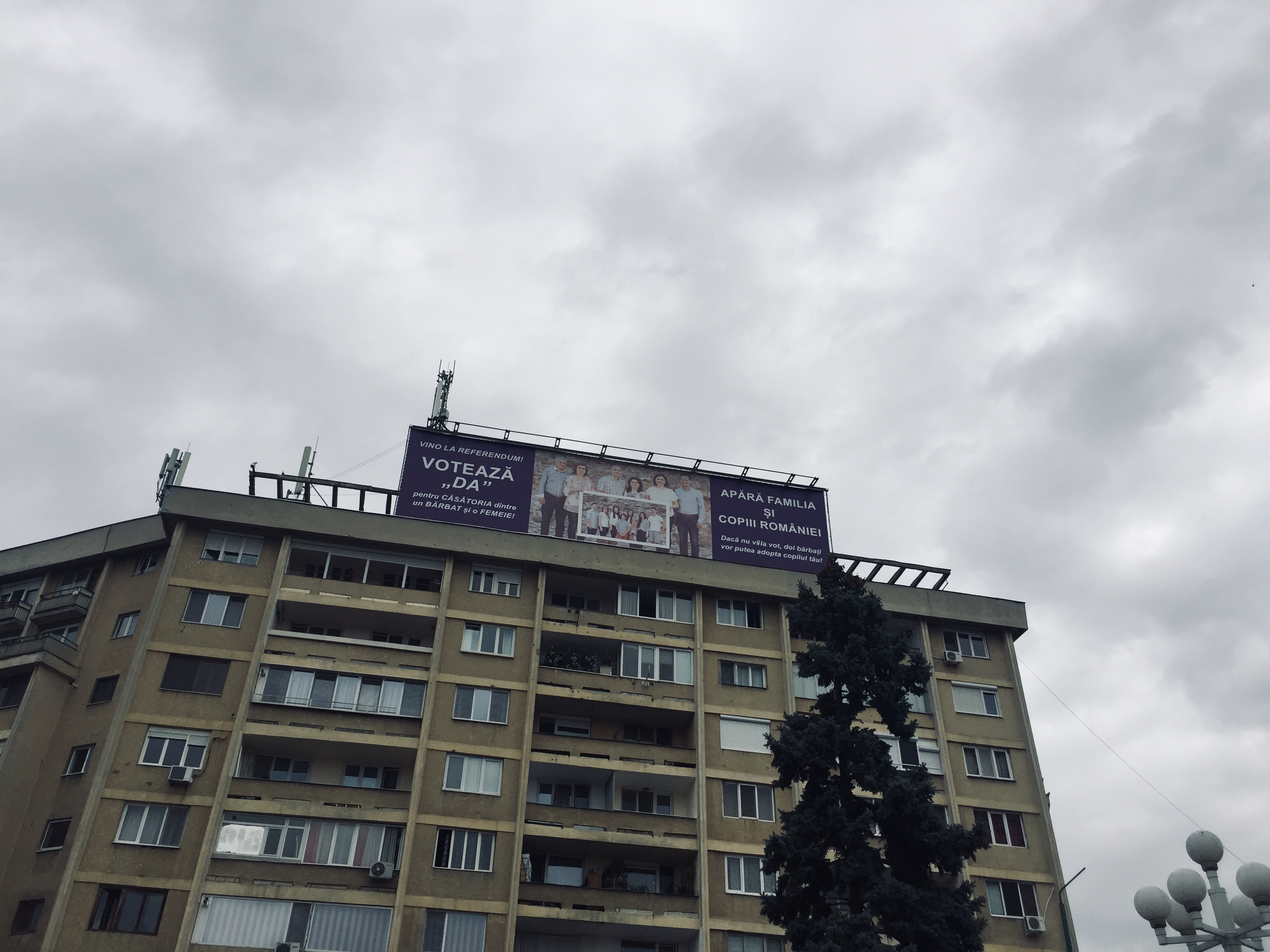
Reklam för ja-sidan i Timişoara.